# ザ・マペッツ
『ザ・マペッツ』（原題：The Muppets）は、2011年のアメリカ合衆国の人形劇映画。映画『マペット』シリーズの7作目である。

## ストーリー
マペットと人間が共存する世界。人間のゲイリーとマペットのウォルターは非常に仲の良い兄弟。しかしマペットであるウォルターは人間のように成長をすることができず、ゲイリーたちに引け目を感じていた。そんな中出会ったのが、ゲイリーに奨められて鑑賞した、カエルのカーミット率いる「マペッツ」が出演する「ザ・マペット・ショウ」であった。マペットが活躍できる世界が存在することを知ったウォルターは大きな衝撃を受け、「マペッツ」、中でもカーミットの大ファンとなる。以後「マペッツ」を心の支えにして元気に暮らしてきた。
ある日ゲイリーは、ウォルターと恋人のメアリーを誘ってロサンゼルスへ旅行に行く。一番の目的はメアリーにプロポーズすることであり、メアリーもそれを心待ちにしていたが、まずはじめにウォルターの熱望で「マペットスタジオ」の見学へ行くことにする。ところが到着した「マペットスタジオ」は、見るも無惨なほど荒廃していた。それもそのはず、「ザ・マペット・ショウ」はとうの昔に終演していたのだ。
ウォルターは隙を見てカーミットのオフィスへ入る。するとそこへ、石油王のテックス・リッチマンが、スタジオを所有するマペットたちと交渉しに現れ、「１ヶ月以内にマペッツが1000万ドル用意できなければ、スタジオの所有権をリッチマンへ移す」という契約を交わす。表向きにはマペット博物館を設立するためと謳っているが、真の目的はスタジオの地下に発見された石油を採掘するためなのだった。
事態を知って大きなショックを受けたウォルターは、ゲイリーとメアリーの元へ戻ってすべてを説明する。同情した二人は、ウォルターを連れてビバリーヒルズへ向かい、そこでカーミットに出会う。はじめは感激のあまりうまく会話できなかったウォルターだが、なんとかスタジオの件についてカーミットに説明し、どうにかして1000万ドルを用意できないか相談する。カーミットが見出した方法はただひとつ。「ザ・マペット・ショウ」を復活させること。しかし「マペッツ」の人気がすっかり落ちぶれたうえに、フォジー・ベアやミス・ピギーといったかつての仲間たちが世界中へ散り散りとなった今、とても見込みはないと諦めかけていた。それでも、ウォルターやゲイリーの強い説得に心動かされ、かつての仲間を探す世界旅行へ出発した。
小さなライブハウスでバンド活動をするフォジー・ベアや便器会社の社長になっていたゴンゾ、ジャック・ブラックとともに「怒りを抑えるセミナー」に出席していたアニマルなどと順々に再開し、パリでファッションデザイナーとなっていたミス・ピギーを最後に、ついに「マペッツ」は再結集を果たした。早速アメリカへ戻って「ザ・マペット・ショウ」の中継を申請しにテレビ局をあたるが、どの局も「マペッツ」に興味がなく断られてしまう。唯一、幼い頃「マペッツ」のファンだったと好意的に出迎えてくれるヴェロニカに出会うも、そんな彼女にすら「もう時代遅れで人気もないから放送できない」と断られる始末。しかしちょうどその時、人気の2時間番組がPTAの抗議により放送中止となったため、仕方なくその枠を「ザ・マペット・ショウ」にあて、かつヴェロニカがプロデューサーとなることに決まった。
いよいよ資金集めのための「ザ・マペット・ショウ」に向けて盛り上がる一同。しかしここで、始めこそ乗り気だったメアリーが、自身へのプロポーズを二の次にカーミットたちに尽力するゲイリーに苛立ちを募らせていく。それを察したウォルターは、ゲイリーに自身と絶交することをすすめるが、ゲイリーは聞く耳を持たない。そしてついに、一日中メアリーを放ってショウの準備に励んだ挙げ句、翌日の旅行最終日にプロポーズする予定だったことを忘れしてしまったゲイリーに怒りを爆発させ、メアリーは一人で先に帰ってしまう。ようやく自らの過ちに気付いたゲイリーは、メアリーと「マペッツ」のどちらを優先するべきか苦悩する。一方ウォルターも、ゲイリーと距離を置いた方がいいと自覚しつつも、大した才能もなく「マペッツ」の仲間入りができるわけもなく、自分の居場所に悩んでしまう。
果たしてゲイリーとメアリーの恋の行方は。ウォルターの選んだ未来とは。そして、「ザ・マペッツ・ショウ」の復活は成功するのだろうか。

## キャスト

### 主要キャスト
- ゲイリー：ジェイソン・シーゲル（藤原啓治）

ウォルターの陽気な兄。ウォルターとは親友のように仲が良い。「マペッツ」のファン。メアリーをロサンゼルス旅行に誘ってプロポーズする予定。
- メアリー：エイミー・アダムス（木村聡子）

ゲイリーの恋人。小学校の先生で生徒たちに人気。ゲイリーからのプロポーズを心待ちにしている。ロマンスに憧れており、ゲイリーの子供っぽさには少し呆れている。
- テックス・リッチマン：クリス・クーパー（中村秀利）

冷酷な石油王。マペットスタジオの地下で石油鉱脈が発見されたことを受け、マペット博物館を設立するという名目でスタジオの買収を企む。
- ヴェロニカ：ラシダ・ジョーンズ（園崎未恵）

テレビ局のプロデューサー。不承不承ながら「マペッツ」の再開に協力する。
- 本人役：ジャック・ブラック（三宅健太）

有名人のゲスト出演が必要だと考えたカーミットにより強引に「ザ・マペット・ショウ」へ出演させられる。

### カメオ出演キャスト
- スモール・タウンの居住者：ウィリー・ネルソン
- ツアーガイド：アラン・アーキン（伊井篤史）
- ミス・ピギーの受付係：エミリー・ブラント（石嶋久仁子）
- スモール・タウンの居住者：ファイスト
- ホーボー・ジョー：ザック・ガリフィアナキス（飯島肇）
- 本人役：ウーピー・ゴールドバーグ（片岡富枝）
- 本人役：セレーナ・ゴメス（小林沙苗）
- アニモール：デイヴ・グロール
- 本人役：ニール・パトリック・ハリス（杉山紀彰）
- 本人役：ジャド・ハーシュ
- "先生にパンチ"の司会者：ケン・チョン
- 本人役：ジョン・クラシンスキー
- ウォルター (人間になった姿)：ジム・パーソンズ
- スモール・タウンの居住者：ミッキー・ルーニー
- グリーター：サラ・シルバーマン

### マペットたち
- ウォルター：ピーター・リンツ（小森創介）
- カーミット：スティーヴ・ホイットマイア（真殿光昭）
- ミス・ピギー：エリック・ジェイコブソン（小形満）
- フォジー：エリック・ジェイコブソン（江原正士）
- アニマル：エリック・ジェイコブソン（緒方賢一）
- ゴンゾ：デーヴ・ゲルツ（塩屋浩三）
- スクーター：デヴィッド・ラッドマン（落合弘治）
- シェフ：ビル・バレッタ（落合弘治）
- ロルフ：ビル・バレッタ（江原正士）
- ブンゼン：デーヴ・ゲルツ（江原正士）
- ビーカー：スティーヴ・ホイットマイヤ（小形満）
- ドクター・ティース：ビル・バレッタ（水野龍司）
- ジャニス：デヴィッド・ラッドマン（石野竜三）
- フロイド・ペッパー：マット・ヴォーゲル（落合弘治）
- ズート：デーヴ・ゲルツ（小形満）
- サム：エリック・ジェイコブソン（水野龍司）
- カミラ：マット・ヴォーゲル
- スウィータム：マット・ヴォーゲル（乃村健次）
- ルー・ジーランド：マット・ヴォーゲル（塩屋浩三）
- クレイジー・ハリー：マット・ヴォーゲル（石野竜三）
- リンク：スティーヴ・ホイットマイヤ（小形満）
- リゾ：スティーヴ・ホイットマイヤ（石野竜三）
- ペペ：ビル・バレッタ（高木渉）
- 80's ロボット：マット・ヴォーゲル（落合弘治）
- ニュースマン：スティーヴ・ホイットマイヤ（落合弘治）
- ボーレガード：デーヴ・ゲルツ（江原正士）
- ボーボー：ビル・バレッタ（塩屋浩三）
- デッドリー：マット・ヴォーゲル（乃村健次）
- スタトラー：スティーヴ・ホイットマイヤ（西川幾雄）
- ウォルドーフ：デーヴ・ゲルツ（伊井篤史）
- ミス・プーギー：デヴィッド・ラッドマン（高木渉）
  - その他吹替声優：高橋里枝、高岡航大、本城雄太郎、ラヴェルヌ拓海、藤巻勇威、大嶋捷稔

## 音楽・サウンドトラック
Man or Muppet（ブレット・マッケンジー（Bret McKenzie）作詞・作曲）がアカデミー歌曲賞受賞（2011年）